# خضرلو
خضرلو روستایی از توابع بخش مرکزی شهرستان عجب‌شیر در استان آذربایجان شرقی ایران است. این روستا از روستاهای وسیع شهرستان عجب‌شیر از لحاظ جمعیت و مساحت محسوب می‌شود.و این روستا بخاطر مردمان بسیار بسیار وفادار به ترکی «وفا کندی» مشهور گشته .از لحاظ صنعتی این روستا بسیار ممتاز است چون که دارای  مجتمع سپهر شرق(گسترش فولاد) و شهرک صنعتی خضرلو و چندین کارخانجات ماسه و سیمان میشود.
این روستا سواحلی با دریاچه ارومیه دارد.

## جمعیت
این روستا در دهستان خضرلو قرار دارد و براساس سرشماری مرکز آمار ایران در سال ۱۳۸۵، جمعیت آن ۶۷۸۰نفر (۹۶۸خانوار) بوده‌است.